# American Basketball Association 1968/69
Die ABA-Saison 1968/69 war die zweite Spielzeit der American Basketball Association. Die Saison begann am 18. Oktober 1968. Am Spielbetrieb nahmen 11 Mannschaften teil. Jedes Team absolvierte 78 Spiele. Die vier Besten jeder Division qualifizierten sich für die Playoffs. Am 7. Mai 1969 endete die Saison mit der ABA Championship. Die Oakland Oaks besiegten in den Finalspielen die Indiana Pacers und wurden damit zum ersten Mal Meister der ABA.

## Saisonnotizen
- Vier Mannschaften zogen vor Beginn der Saison um: Die Pittsburgh Pipers spielten als Minnesota Pipers weiter. Die New Jersey Americans wurden zu den New York Nets. Die Anaheim Amigos hießen nun Los Angeles Stars. Und die Minnesota Muskies wurden nach Miami umgesiedelt, wo sie als Miami Floridians die Saison bestritten.
- Das ABA All-Star Game fand am 28. Januar 1969 in Louisville, Kentucky statt.
- Der weibliche Jockey Penny Ann Early trat in einem Spiel für die Kentucky Colonels an, wenn auch nur sehr kurz.
- Rick Barry führte die Liga in Punkten pro Spiel (34,0) an, obwohl er die Hälfte der Saison wegen einer Knieverletzung aussetzen musste.

## Auszeichnungen
- ABA Most Valuable Player: Mel Daniels (Indiana)
- ABA Rookie of the Year: Warren Armstrong (Oakland)
- ABA Coach of the Year: Alex Hannum (Oakland)
- ABA All-Star Game Most Valuable Player: John Beasley (Dallas)

### ABA All-League Team
| Pos | First Team                | Second Team              |
| --- | ------------------------- | ------------------------ |
| F   | Connie Hawkins, Minnesota | John Beasley, Dallas     |
| F   | Rick Barry, Oakland       | Doug Moe, Oakland        |
| C   | Mel Daniels, Minnesota    | Red Robbins, New Orleans |
| G   | Larry Jones, Denver       | Donnie Freeman, Miami    |
| G   | Jimmy Jones, New Orleans  | Louie Dampier, Kentucky  |

## Endstände
S = Siege, N = Niederlagen, PCT = prozentualer Sieganteil, P = Rückstand auf Divisionsführenden
In Klammern sind die Platzierungen in den Setzlisten der jeweiligen Division-Playoffs aufgeführt.
| Eastern Division |                            |    |    |      |    |
| #                | Team                       | S  | N  | PCT  | P  |
| 1                | Indiana Pacers (1)         | 44 | 34 | .564 | -  |
| 2                | Miami Floridians (2)       | 43 | 35 | .551 | 1  |
| 3                | Kentucky Colonels (3)      | 42 | 36 | .538 | 2  |
| 4                | Minnesota Pipers (4)       | 36 | 42 | .462 | 8  |
| 5                | New York Nets              | 17 | 61 | .218 | 27 |
| Western Division |                            |    |    |      |    |
| #                | Team                       | S  | N  | PCT  | P  |
| 1                | Oakland Oaks (1)           | 60 | 18 | .769 | -  |
| 2                | New Orleans Buccaneers (2) | 46 | 32 | .590 | 14 |
| 3                | Denver Rockets (3)         | 44 | 34 | .564 | 16 |
| 4                | Dallas Chaparrals (4)      | 41 | 37 | .526 | 19 |
| 5                | Los Angeles Stars          | 33 | 45 | .423 | 27 |
| 6                | Houston Mavericks          | 23 | 55 | .295 | 37 |

## Playoffs 1969
Die Play-off-Runden wurde im Best-of-Seven-Format ausgetragen.

| Division Semifinal | Division Semifinal | Division Semifinal |    |                        | Division Final | Division Final | Division Final |  |  | ABA Championship | ABA Championship | ABA Championship |
|                    |                    |                    |    |                        |                |                |                |  |  |                  |                  |                  |
| E1                 | Indiana Pacers     | 4                  |    |                        |                |                |                |  |  |                  |                  |                  |
| E3                 | Kentucky Colonels  | 3                  |    |                        |                |                |                |  |  |                  |                  |                  |
| E3                 | Kentucky Colonels  | 3                  | E1 | Indiana Pacers         | 4              |                |                |  |  |                  |                  |                  |
|                    |                    |                    | E1 | Indiana Pacers         | 4              |                |                |  |  |                  |                  |                  |
|                    | E2                 | Miami Floridians   | 1  |                        |                |                |                |  |  |                  |                  |                  |
| E4                 | E2                 | Miami Floridians   | 1  | Minnesota Pipers       | 3              |                |                |  |  |                  |                  |                  |
| E4                 |                    |                    |    | Minnesota Pipers       | 3              |                |                |  |  |                  |                  |                  |
| E2                 | Miami Floridians   | 4                  |    |                        |                |                |                |  |  |                  |                  |                  |
| E2                 | Miami Floridians   | 4                  | E1 | Indiana Pacers         | 1              |                |                |  |  |                  |                  |                  |
|                    |                    |                    |    | Indiana Pacers         | 1              |                |                |  |  |                  |                  |                  |
|                    | W1                 | Oakland Oaks       | 4  |                        |                |                |                |  |  |                  |                  |                  |
| W2                 | W1                 | Oakland Oaks       | 4  | New Orleans Buccaneers | 4              |                |                |  |  |                  |                  |                  |
| W2                 |                    |                    |    | New Orleans Buccaneers | 4              |                |                |  |  |                  |                  |                  |
| W4                 | Dallas Chaparrals  | 3                  |    |                        |                |                |                |  |  |                  |                  |                  |
| W4                 | Dallas Chaparrals  | 3                  | W2 | New Orleans Buccaneers | 0              |                |                |  |  |                  |                  |                  |
|                    |                    |                    | W2 | New Orleans Buccaneers | 0              |                |                |  |  |                  |                  |                  |
|                    | W1                 | Oakland Oaks       | 4  |                        |                |                |                |  |  |                  |                  |                  |
| W3                 | W1                 | Oakland Oaks       | 4  | Denver Rockets         | 3              |                |                |  |  |                  |                  |                  |
| W3                 |                    |                    |    | Denver Rockets         | 3              |                |                |  |  |                  |                  |                  |
| W1                 | Oakland Oaks       | 4                  |    |                        |                |                |                |  |  |                  |                  |                  |

### ABA Finals 1969
| Spiel | Datum     | Heimteam | Auswärtsteam | Ergebnis     | Stand |
| ----- | --------- | -------- | ------------ | ------------ | ----- |
| 1     | 30. April | Oakland  | Indiana      | 123:114      | 1:0   |
| 2     | 2. Mai    | Oakland  | Indiana      | 122:150      | 1:1   |
| 3     | 3. Mai    | Indiana  | Oakland      | 126:134 (nV) | 1:2   |
| 4     | 5. Mai    | Indiana  | Oakland      | 117:144      | 1:3   |
| 5     | 7. Mai    | Oakland  | Indiana      | 135:131 (nV) | 4:1   |

- Warren Armstrong von den Oakland Oaks wurde zum Most Valuable Player der ABA Finals ernannt.